# Staatspräsident (Kamerun)

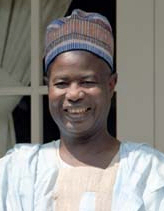
Ahmadou Ahidjo

Kamerun hatte seit der Unabhängigkeit zwei Staatspräsidenten, der Staat wechselte dreimal seinen Namen.

## Präsidenten seit 1960
1960–1961 Republik Kamerun
- Ahmadou Ahidjo (Partei: Kameruner Union Cameroonian Union - Union camerounaise, UC)

Amtszeit: 5. Mai 1960 – 1. Oktober 1961
1961–1972 Bundesrepublik Kamerun
- Ahmadou Ahidjo (UC)

Amtszeit  1. Oktober 1961 – 20. Mai 1972
- Ahmadou Ahidjo, (Partei: Nationale Kamerunische Union National Cameroonian Union - Union nationale camerounaise, UNC)

Amtszeit: 1. Oktober 1961 – 20. Mai 1972
1972–1984 Vereinigte Republik Kamerun
- Ahmadou Ahidjo (UNC),

Amtszeit:  20. Mai 1972 – 6. November 1982
- Paul Biya (UNC),

Amtszeit: 6. November 1982 – 25. Januar 1984
seit 1984 Republik Kamerun
- Paul Biya (Partei: Demokratische Sammlung des Kameruner Volkes Democratic Rally of the Cameroonian People - Rassemblement démocratique du Peuple Camerounais, RDPC),

Amtszeit:  25. Januar 1984 bis heute